# Vince hurrikán (2005)

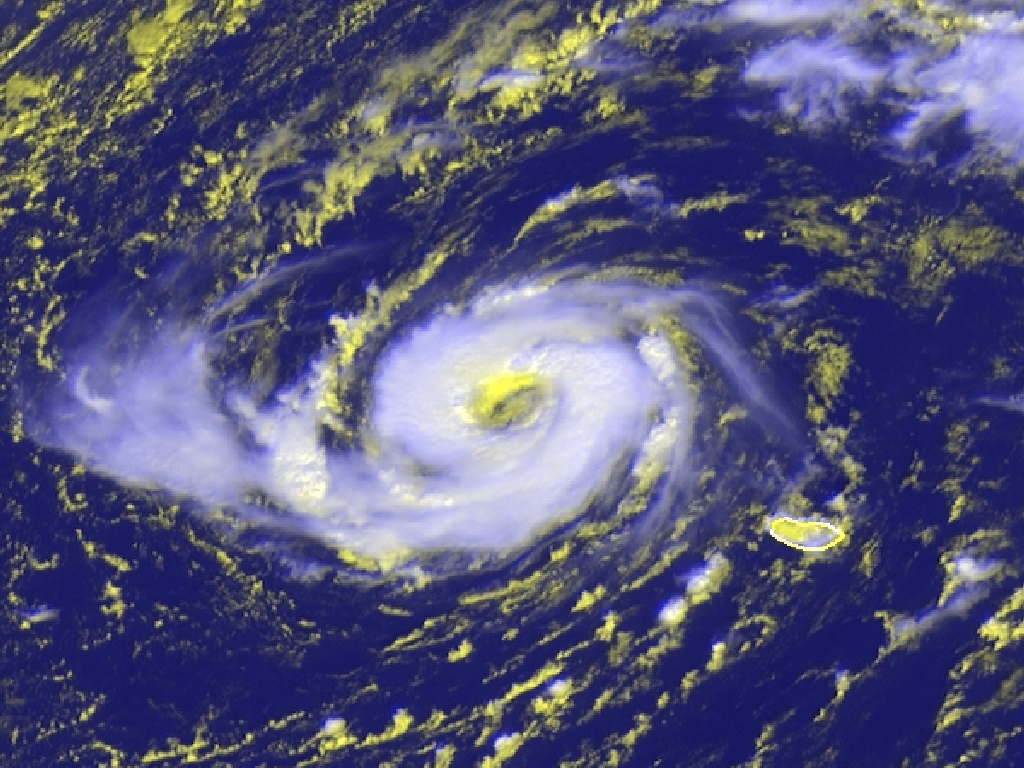
A kialakuló Vince hurrikán Madeira közelében október 9-én délután

A Vince hurrikán a 2005-ös atlanti hurrikánszezon 20. névvel ellátott vihara, és a 12.  hurrikánja volt, mely meglehetősen szokatlan helyen, Madeira partjainál alakult ki október 8-án, majd 11-én - már trópusi depresszióvá gyengülve - a spanyolországi Huelva közelében ért partot. A rendszer hurrikánná erősödése azért is meglepő volt, mivel a környezetében mindössze 23-24 °C körüli volt a tengervíz hőmérséklete, ami több fokkal hidegebb, mint a trópusi ciklonok keletkezéséhez általában szükségesnek tartott 26-27 °C.

## A hurrikán életútja

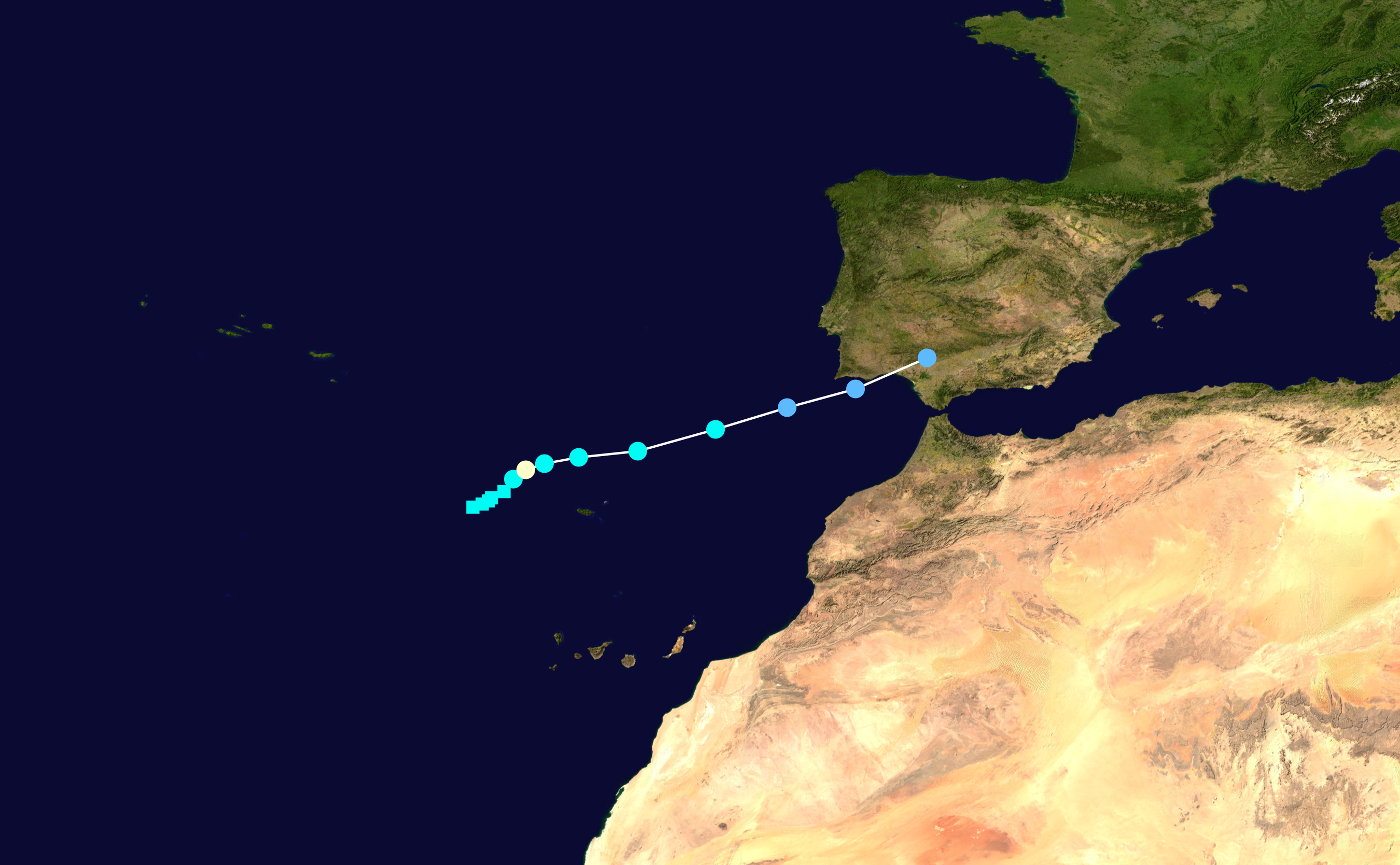
A Vince hurrikán útvonala

2005. október elején az Azori-szigetek környékén egy viharrendszer fejlődött ki, mely utólag névtelen szubtrópusi vihar besorolást kapott. Ezt a zivatarrendszert egy észak felől érkező hidegfront feloszlatta, azonban a front mögött egy magassági hidegcsepp hatására jelentősen labilizálódott a levegő.
Ennek következtében a ciklonális mezőben Madeirától nyugatra már 7-én zivatarképződés indult meg, mely egyre szervezettebb lett. Az ekkor még extratrópusi rendszer 8-án szubtrópusi vihar besorolást kapott. Másnap gyorsan fejlődött és erősödött a képződmény, így délután trópusi viharrá minősítették, és ekkor már hivatalosan is megkapta a Vince nevet. Ekkorra a felhőzet struktúrája is egyre inkább egy trópusi ciklonéhoz kezdett hasonlítani: bár a vihar mérete meglehetősen kicsi volt, a közepén jól körülhatárolható, viszonylag nagy szem alakult ki.
Estére elérte a maximális erősségét, amikor a legnagyobb átlagos szélsebesség 125 km/h, a legalacsonyabb légnyomás pedig 988 hPa volt, így a Saffir-Simpson skála szerinti 1. kategóriájú hurrikán besorolást kapott. Körülbelül 6-12 óráig tartotta erősségét, majd 10-én egy északnyugat felől közeledő hidegfront hatására fokozatosan gyengülni kezdett, és  mozgása felgyorsult. Ezzel együtt a felhőzet is szétzilálódott, de alacsony szinten még hosszan megtartotta örvénylő szerkezetét.
11-én Spanyolországot elérve jelentős esőzéseket okozott az ország déli és középső, általában meglehetősen száraz vidékein, majd a szárazföld felett a következő napokban végleg feloszlott a vihar.

## Rekordok
- Vince volt az Atlanti-óceánon valaha legkeletebbre kialakult trópusi vihar és hurrikán.
- Vince volt az első vihar, mely "V"-vel kezdődő nevet kapott az 1950-ben elkezdett névadás óta.
- Vince volt az első trópusi ciklon, amely (nem extratrópusi mérséklet övi ciklonná átalakulva) partot ért Spanyolországban. A történelmi feljegyzések alapján 1842-ben egy ennél erősebb - 2. kategóriájú - hurrikán is elhaladt Madeira térségében, mely szintén elérte az Ibériai-félszigetet.